# Hans-Holger Albrecht
 (juillet 2019).
Si vous disposez d'ouvrages ou d'articles de référence ou si vous connaissez des sites web de qualité traitant du thème abordé ici, merci de compléter l'article en donnant les références utiles à sa vérifiabilité et en les liant à la section « Notes et références ».
Hans-Holger Albrecht est un homme d'affaires allemand, né en 1963.
Il a dirigé la société Deezer de 2015 à 2021.
Il est le fils de l'homme politique Ernst Albrecht et le frère d'Ursula von der Leyen, femme politique allemande et présidente de la Commission européenne à partir de 2019.

## Biographie
Hans-Holger Albrecht est né à Bruxelles. Il est le fils de Heidi Adele et Ernst Albrecht. Ce dernier travaillait à la Commission européenne. En 1971 sa famille déménage en Allemagne où son père devient ministre-président de Basse-Saxe. 
Sa sœur Ursula von der Leyen a exercé la fonction de ministre fédérale de la Défense. Elle est par la suite devenue présidente de la Commission européenne.
Hans-Holger Albrecht a étudié dans les universités de Friboug, Yale et Bochum. Il est diplômé en droit.
Hans-Holger Albrecht a sept enfants.

## Carrière
Hans-Holger Albrecht commence sa carrière en 1990 chez Daimler Benz. Entre 1991 et 1996 il travaille pour le groupe de media CLT, où il est responsable de toutes les activités liées à la télévision, ainsi que du développement commercial en Allemagne et en Europe de l'Est. Il a supervisé le lancement de nombreux projets de radios en Allemagne, Pologne, Hongrie et en Grande-Bretagne. 
Il est PDG de Deezer de février 2015 à mars 2021.